# Colgan Air
Colgan Air, Inc. fue una aerolínea regional estadounidense filial de Pinnacle Airlines Corporation. La sede de la compañía se encontraba en las proximidades del Aeropuerto Regional de Manassas en Manassas, Virginia.
Los principales aeropuertos de Colgan Air estaban en Nueva York (Aeropuerto LaGuardia), Boston (Aeropuerto Internacional Logan), Aeropuerto Internacional Washington Dulles, Aeropuerto Internacional Libertad de Newark, y en Houston (Aeropuerto Intercontinental George Bush. Operaba bajo la denominación US Airways Express desde el año 1999 y  operaba en al menos 50 ciudades en el noreste de Estados Unidos y el estado de Texas como aerolínea de negocios para US Airways Express, United Express, y Continental Connection.

## Historia

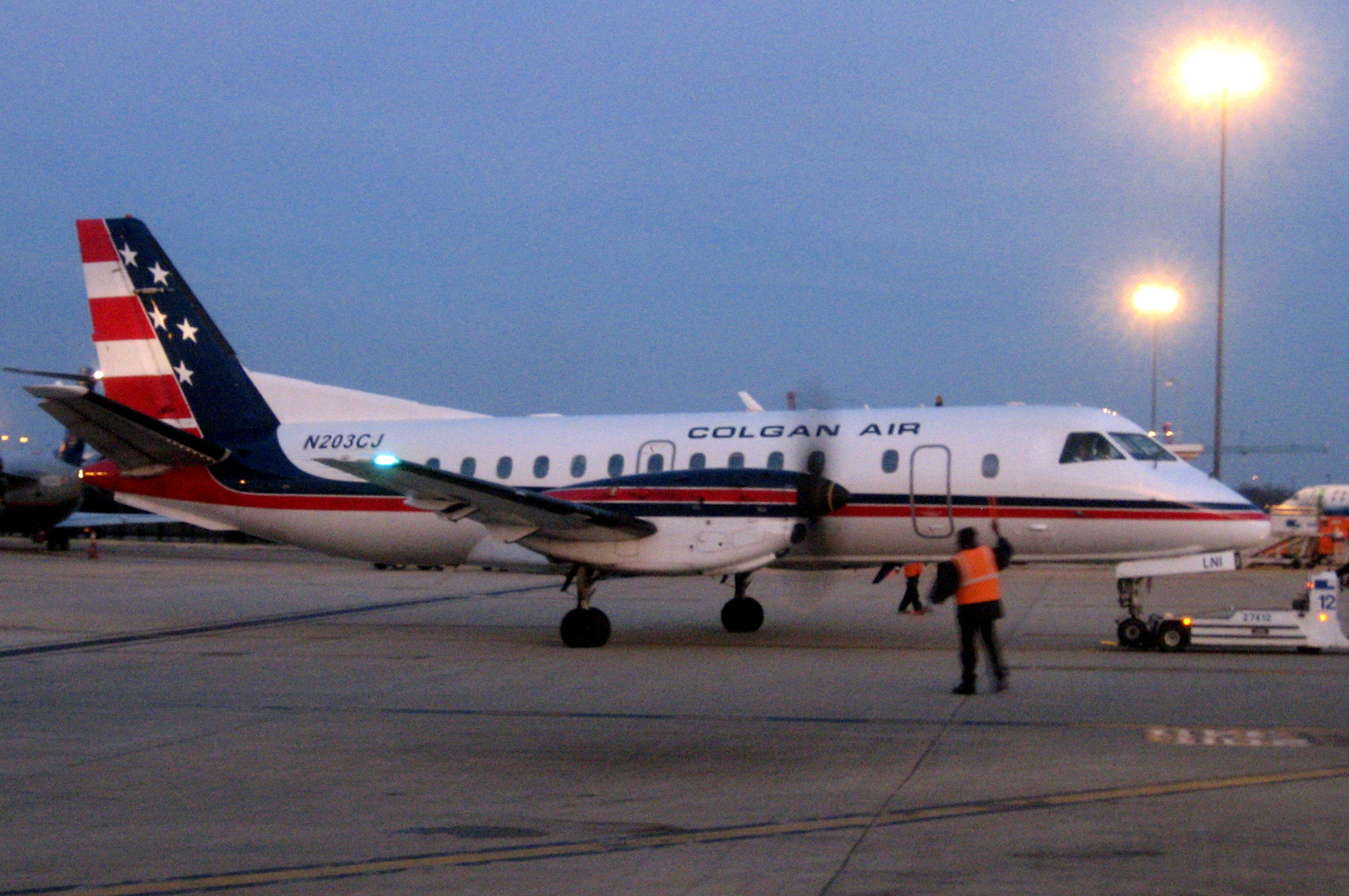
Saab 340B de Colgan Air.

Colgan Airways Corporation fijó su base en el Aeropuerto Regional de Manassas en el año 1965. Comenzó a efectuar vuelos bajo contrato con IBM en 1970 entre Manassas, Washington D. C. y Poughkeepsie (Nueva York). Durante la siguiente década y media amplió sus vuelos hasta que fue vendida en 1986 a la compañía Presidential Airways. 
Después de que Presidential Airways desapareciera en 1989, la compañía volvió a operar independientemente con el nombre de National Capital en una ruta de Washington Dulles a Binghamton (Nueva York) el 1 de diciembre de 1991 con un Beechcraft 1900C. Esta ruta desapareció más tarde, y la compañía recibió el nombre definitivo de Colgan Air. El 1 de julio de 1997 la compañía se convirtió en aerolínea de tránsito para Continental Airlines, operando como Continental Connection. 
El 11 de diciembre de 1999 Colgan dejó el sistema de Continental system y se convirtió exclusivamente en una compañía de US Airways Express carrier, efectuando sus rutas desde los principales aeropuertos de US Airways como LaGuardia, Pittsburgh, y Boston. El 25 de enero de 2005 anunciaron sus intenciones de operar más aviones Saab 340 y de recuperar desde Houston los vuelos que operaba para Continental Connection.
El 11 de septiembre de 2001 el terrorista Mohamed Atta, y su compañero de secuestro, Abdulaziz al-Omari, embarcaron en el vuelo 4930 de Colgan Air, que tenía prevista su salida a las 06:00 de Portland, Maine y volaba a Boston, Massachusetts. Después de que ambos secuestradores llegasen a Boston, se embarcaron en el Vuelo 11 de American Airlines, que acabarían secuestrando y estrellando en la torre norte del World Trade Center.
El 4 de octubre de 2005 Colgan Air comenzó a operar vuelos para United Express desde el Aeropuerto Internacional Dulles de Washington. Inicialmente operaba a Charleston (Virginia Occidental) y el Aeropuerto Westchester County en White Plains (Nueva York), si bien Colgan pronto amplió sus vuelos para incluir State College (Pensilvania), Charlottesville (Virginia), Allentown (Pensilvania) y Binghamton (Nueva York).
El 18 de enero de 2007 la compañía fue adquirida por Pinnacle Airlines Corporation por 20 millones de dólares. Según los términos de la compra, la flota regional de Colgan continuaría operando de manera independiente a la mayor filial de Pinnacle Airlines Corporation, Pinnacle Airlines, cuya flota de reactores regionales continúa volando y operando con la librea de Northwest Airlink. Fue un movimiento estratégico de Pinnacle para tener acceso a las aerolíneas de Colgan: Continental Airlines, United Airlines y US Airways.
El 5 de febrero de 2007 se anunció que Colgan Air proporcionaría servicios de vuelos a Continental Airlines desde el Aeropuerto Internacional Libertad de Newark que comenzarían a principios del año 2008. Colgan ha adquirido y opera 14 Bombardier Q400 y los vuelos se efectúan bajo el nombre de Continental Connection.

## Destinos

### como United Express
- Nueva York

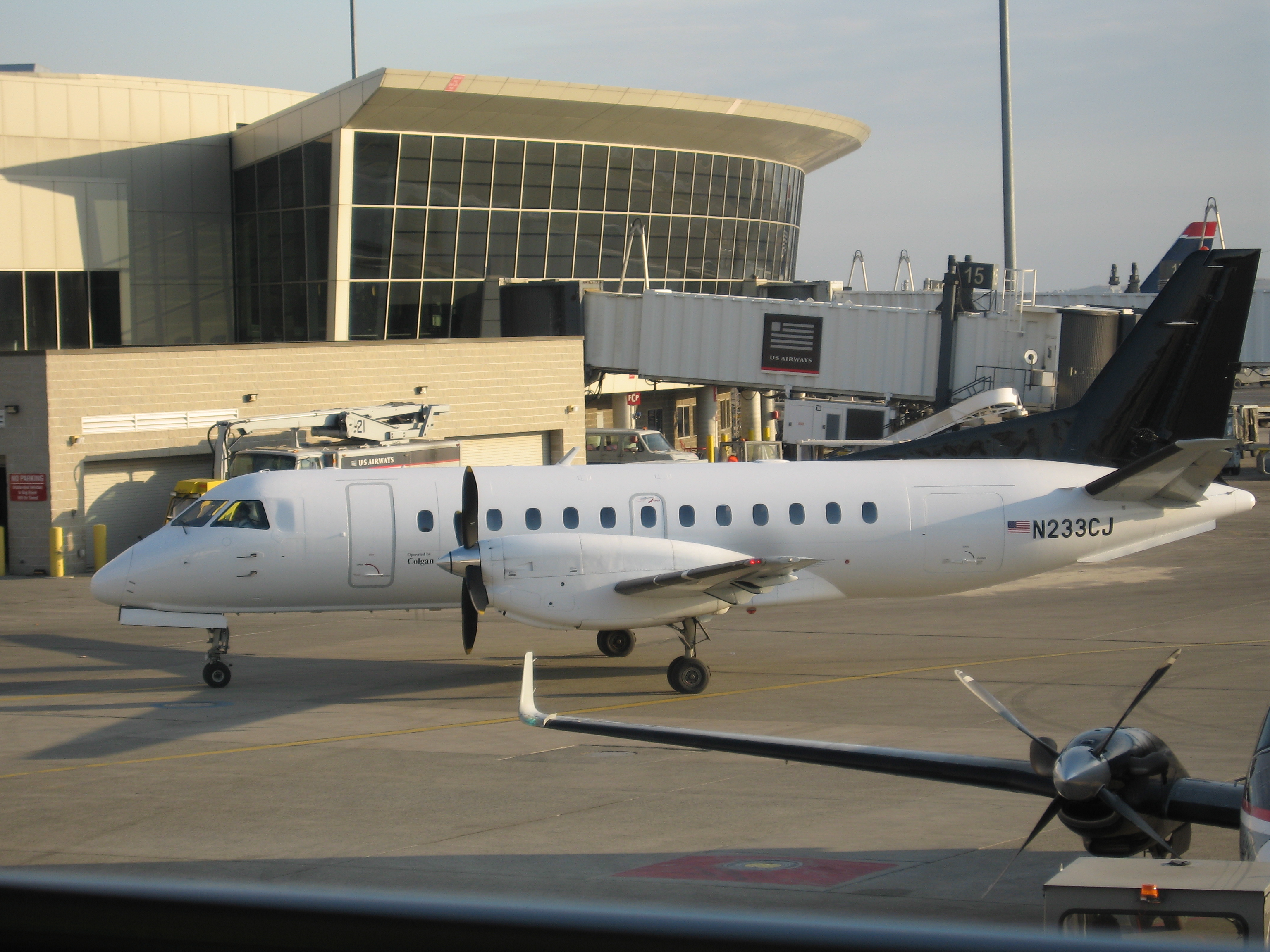
Saab 340B sin pintar que opera para Colgan Air en el Aeropuerto Internacional Logan.

  - Binghamton (Aeropuerto Gran Binghamton)
  - White Plains (Aeropuerto del condado de Westchester)
- Pensilvania
  - Allentown/Bethlehem (Aeropuerto Internacional Lehigh Valley)
  - Altoona (Aeropuerto del condado de Altoona-Blair)
  - Johnstown (Aeropuerto del condado de Johnstown-Cambria)
  - State College (Aeropuerto University Park)
- Virginia
  - Charlottesville (Aeropuerto de Charlottesville-Albemarle)
  - Área de Washington D. C. (Aeropuerto Internacional de Washington Dulles) Base de operaciones
  - Staunton/Harrisonburg/Waynesboro (Aeropuerto Regional Shenandoah Valley)
- Virginia Occidental
  - Beckley (Aeropuerto Beckley Raleigh County Memorial )
  - Charleston (Aeropuerto Yeager)
  - Clarksburg (Aeropuerto centro-norte de West Virginia)
  - Morgantown (Aeropuerto Municipal de Morgantown)
  - Parkersburg (Aeropuerto Regional Mid-Ohio Valley)

### Como US Airways Express
- Connecticut

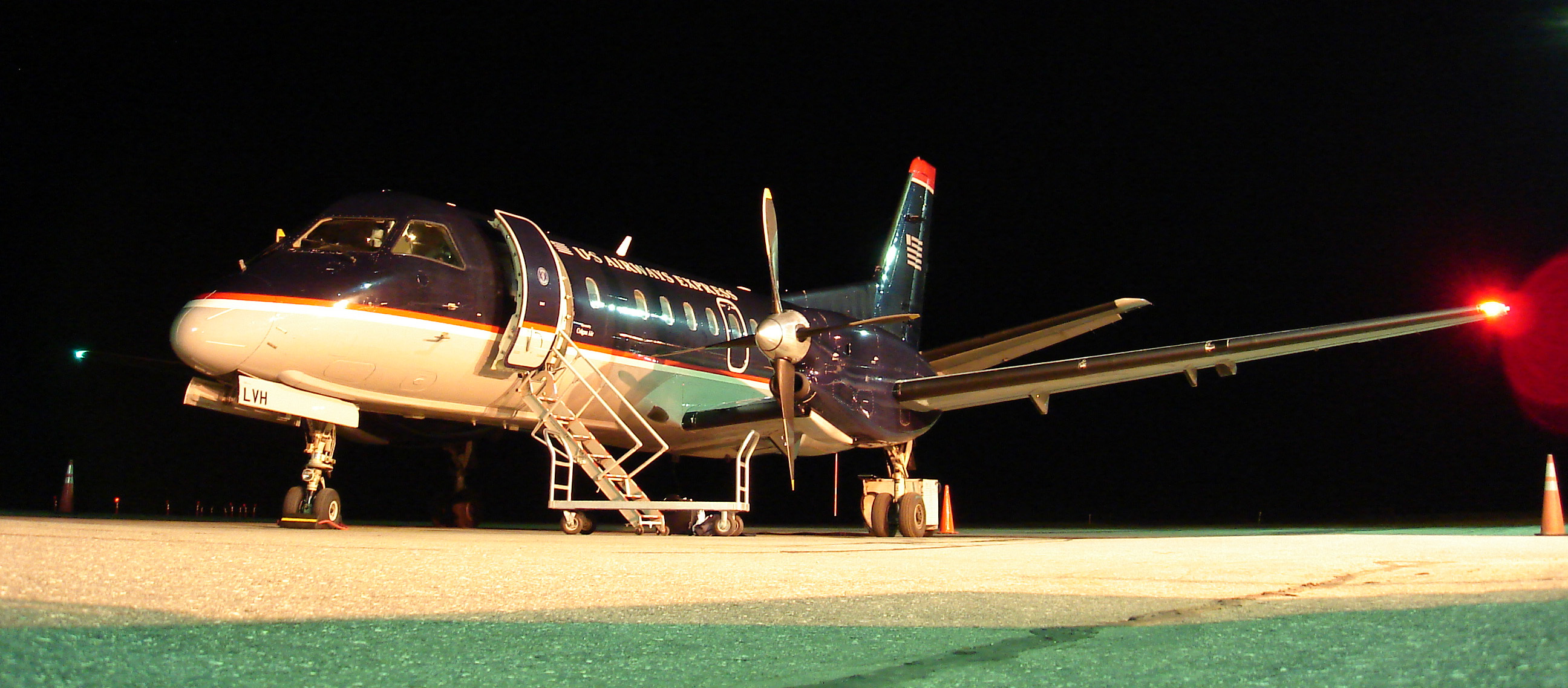
Saab 340B con la antigua librea de US Airways Express.

  - Hartford (Aeropuerto Internacional Bradley)
- Maine
  - Augusta (Aeropuerto de Augusta State)
  - Bar Harbor (Aeropuerto de Hancock County-Bar Harbor)
  - Presque Isle (Aeropuerto Regional del Norte de Maine)
- Massachusetts
  - Boston (Aeropuerto Internacional Logan) Base de operaciones
  - Hyannis (Aeropuerto Municipal Barnstable) estacional
  - Nantucket (Aeropuerto de Nantucket Memorial) estacional
  - Martha's Vineyard (Martha's Vineyard Airport) estacional
- Nuevo Hampshire
  - Manchester (Aeropuerto de Mánchester)
- Nueva York
  - Albany (Aeropuerto Internacional de Albany)
  - Buffalo (Aeropuerto Internacional Buffalo Niagara)
  - Islip (Aeropuerto Long Island MacArthur)
  - Ithaca (Aeropuerto Regional de Ithaca Tompkins)
  - Nueva York (Aeropuerto LaGuardia) Base de operaciones
  - Rochester (Aeropuerto Internacional Gran Rochester)
  - Syracuse (Aeropuerto Internacional de Syracuse Hancock)
  - White Plains (Aeropuerto del condado de Westchester)
- Virginia
  - Charlottesville (Aeropuerto de Charlottesville-Albemarle)
  - Área de Washington D. C. (Aeropuerto Nacional Ronald Reagan)
- Virginia Occidental
  - Charleston (Aeropuerto Yeager)

### Como Continental Connection
- Carolina del Norte

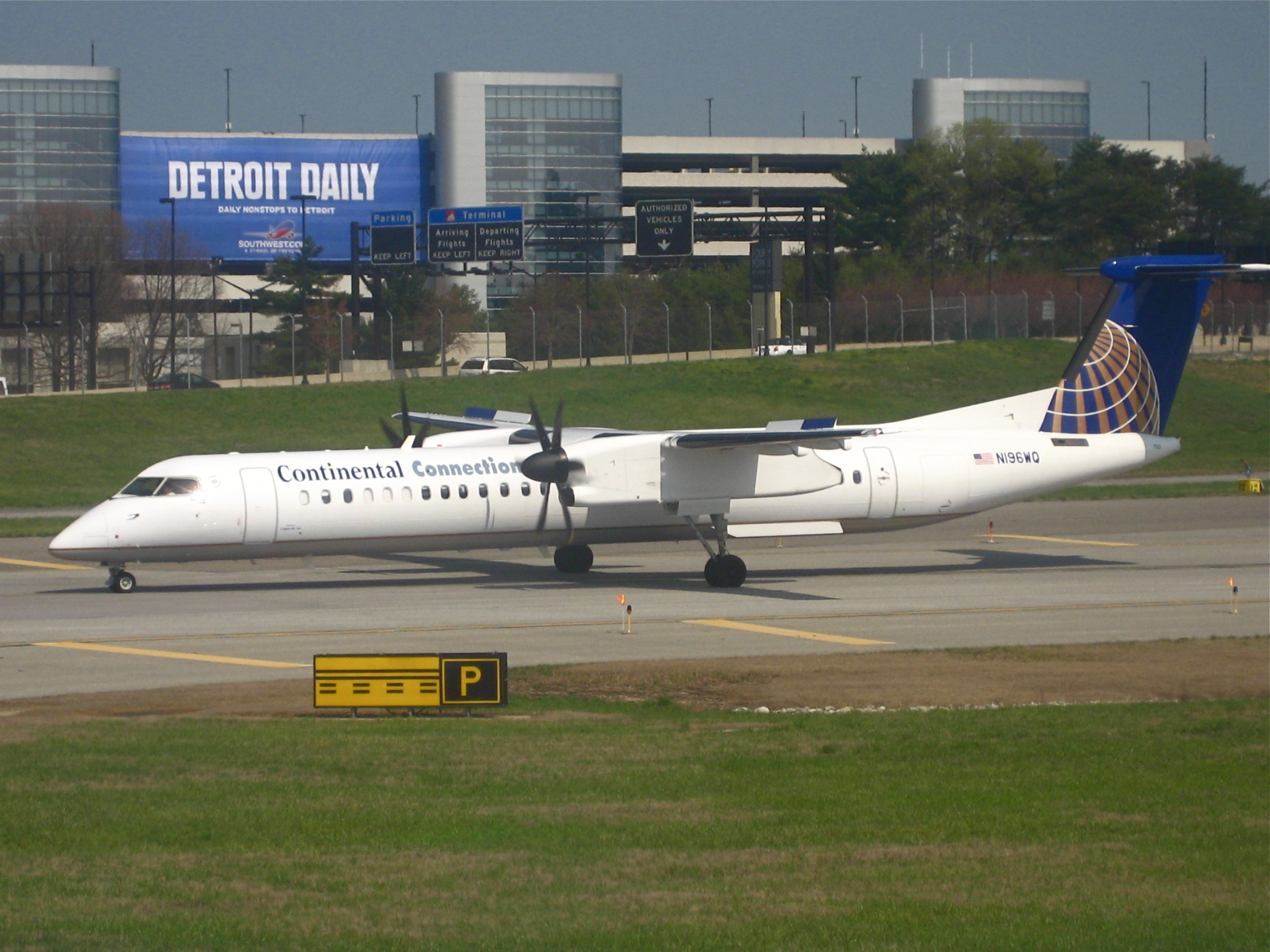
Bombardier Q400 con la librea de Continental Connection.

  - Greensboro-High Point-Winston-Salem (Aeropuerto Internacional Piedmont Triad)
  - Raleigh-Durham (Aeropuerto Internacional de Raleigh-Durham)
- Carolina del Sur
  - Myrtle Beach (Aeropuerto Internacional de Myrtle Beach)
- Connecticut
  - Hartford (Aeropuerto Internacional Bradley)
- Luisiana
  - Alexandria (Aeropuerto Internacional de Alexandria)
  - Lafayette (Aeropuerto Regional de Lafayette)
  - Lake Charles (Aeropuerto Regional de Lake Charles)
  - Monroe (Aeropuerto Regional de Monroe)
  - Shreveport (Aeropuerto Regional de Shreveport)
- Maine
  - Portland (Aeropuerto Internacional de Portland)
- Maryland
  - Baltimore (Aeropuerto Internacional de Baltimore-Washington Thurgood Marshall)
- Nueva Jersey
  - Newark (Aeropuerto Internacional Libertad de Newark) Base de operaciones
- Nueva York
  - Albany (Aeropuerto Internacional de Albany)
  - Buffalo (Aeropuerto Internacional Buffalo Niagara)
  - Rochester (Aeropuerto Internacional Gran Rochester)
  - Syracuse (Aeropuerto Internacional Syracuse Hancock)
- Ohio
  - Columbus (Aeropuerto Internacional Port Columbus)
- Ontario
  - Toronto (Aeropuerto Internacional Toronto Pearson)
- Pensilvania
  - Pittsburgh (Aeropuerto Internacional de Pittsburgh)
- Quebec
  - Montreal (Aeropuerto Internacional Montreal-Trudeau)
- Rhode Island
  - Providence (Aeropuerto T. F. Green)
- Texas
  - Beaumont (Aeropuerto Regional del sureste de Texas)
  - College Station (Aeropuerto Easterwood)
  - Del Río (Aeropuerto Internacional Del Río)
  - Houston (Aeropuerto Intercontinental George Bush) Base de operaciones
  - Killeen (Aeropuerto Regional de Killeen-Fort Hood)
  - Tyler (Aeropuerto Regional de Tyler Pounds)
  - Victoria (Aeropuerto Regional de Victoria)
  - Waco (Aeropuerto Regional de Waco)
- Vermont
  - Burlington (Aeropuerto Regional de Burlington)
- Virginia
  - Norfolk (Aeropuerto Internacional de Norfolk)
  - Richmond (Aeropuerto Internacional de Richmond)
  - Área de Washington D. C. (Aeropuerto Nacional Ronald Reagan)

## Accidentes e Incidentes
- Vuelo 9446 de Colgan Air del 26 de agosto de 2003: un Beechcraft 1900D de la compañía que operaba para US Airways Express se estrelló en el agua poco después de despegar de Yarmouth, Massachusetts. Ambos pilotos murieron.[4]

- Vuelo 3407 de Colgan Air del 12 de febrero de 2009: un Bombardier Q400 de la compañía se estrelló en una casa localizada en 6038 Long Street en Clarence Center, Nueva York mientras efectuaba la aproximación al Aeropuerto Internacional Buffalo Niagara, muriendo las 49 personas que viajaban a bordo y una en tierra.[5]